# Sundsvalls TK
Sundsvalls TK är en tennisklubb i Sundsvall som bildades 1921 och har spelat ett antal säsonger i högsta serien. Klubben äger Baldershallen, intill Baldershovs IP på Haga i Sundsvall.

## Profiler inom Sundsvalls TK
- Peter Lundgren
- Monica Lundqvist
- Mattias Pettersson
- Daniel Waluszewski